# Липпи, Аннибале
Аннибале Липпи (итал. Annibale Lippi ; ?, Рим — после 18 ноября 1581 года, там же) — итальянский архитектор. Сын флорентийского архитектора Джованни (Нанни) Липпи (? — 1568), работавшего в Риме под псевдонимом Нанни ди Баччо Биджо (Nanni di Baccio Bigio).
Аннибале Липпи был учеником живописца-маньериста Франческо де Росси (псевдоним Франческо Сальвиати), работавшего во Флоренции и Риме, но затем стал заниматься архитектурой. Он построил церковь Мадонны ди Лорето в Сполето (около 1572 года), работал в Риме, в том числе на строительстве Виллы Медичи на холме Пинчо. Проектирование и строительство виллы было поручено его отцу, но Джованни Липпи умер в 1568 году и строительство продолжил сын. В 1570—1574 годах он спроектировал и построил садовый (северный фасад) с великолепной лоджией, двумя башнями и скульптурами львов, «стерегущих» вход.
В 1578 году Аннибале Липпи был принят в «Папскую Академию изящных искусств и литературы Виртуозов в Пантеоне» (Accademia dei Virtuosi al Pantheon). Аннибале Липпи умер после 18 ноября 1581 года, когда и был похоронен по завещанию в семейной гробнице в церкви Сантиссима-Тринита-дей-Монти в Риме.